# Lissotesta aupouria
Lissotesta aupouria är en snäckart som beskrevs av Powell 1937. Lissotesta aupouria ingår i släktet Lissotesta och familjen Skeneidae. Inga underarter finns listade i Catalogue of Life.